# Portret van een dame (Leonardo da Vinci)
Portret van een dame, bijgenaamd La Belle Ferronnière, is een olieverfschilderij van Leonardo da Vinci uit circa 1495. Het is niet gesigneerd, maar de toeschrijving wordt algemeen (hoewel niet unaniem) aanvaard. Het schilderij is mogelijk later, op een onbekend tijdstip, iets gewijzigd.

## Voorstelling
Het is voor zover bekend het laatste portret dat Leonardo in zijn eerste Milanese periode schilderde, zo rond 1495. Er bestaat geen zekerheid over de identiteit van de geportretteerde. Het kan gaan om Beatrice d'Este, de echtgenote van Ludovico Sforza, of een van diens maîtresses, zoals Lucrezia Crevelli of Cecilia Gallerina (maar dan enkele jaren ouder dan op De dame met de hermelijn), of een andere dame aan het Milanese hof.
De bijnaam La Belle Ferronnière betekent "De mooie vrouw van de handelaar in siersmeedwerk" en zou volgens de traditie verwijzen naar een maîtresse van de Franse koning Frans I. Het is niet helemaal duidelijk hoe het schilderij aan deze bijnaam is gekomen. De bekendste hypothese is dat het schilderij in de 18e eeuw bij een inventarisatie van de Franse koninklijke kunstcollectie is verward met een ander schilderij dat de bewuste maîtresse van Frans I voorstelde. Het schilderij en de bijnaam raakten in de 19e eeuw bij een breder publiek bekend door de publicatie van een prent, gebaseerd op een tekening van Ingres naar Leonardo's schilderij, die was voorzien van het bijschrift "La Belle Ferronnière, Maîtresse de François I". Ferronnière kan ook slaan op het juweel dat de vrouw op haar voorhoofd draagt. Het probleem met deze verklaring is dat deze benaming voor een dergelijk juweel pas sinds de 19e eeuw bekend is; waarschijnlijk is het juweel, mede dankzij de prent, naar het schilderij genoemd. Dit juweel is waarschijnlijk een iets latere toevoeging of overschildering; ook het haar is enigszins gewijzigd.

## Toeschrijving en techniek
Omdat het paneel afkomstig is van dezelfde boom als de drager van De dame met de hermelijn, lijken de vroegere twijfels over de authenticiteit van het schilderij ongegrond. Het is in elk geval in het atelier van Leonardo ontstaan en hoewel het denkbaar is dat Leonardo werd bijgestaan door een assistent, zoals Boltraffio, die soortgelijke portretten heeft geschilderd, is de consensus dat de uitvoering van dit portret veel meer aansluit bij de werkwijze van Leonardo dan bijvoorbeeld de Madonna Litta, die wordt beschouwd als het werk van een leerling (zoals de hiervoor genoemde Boltraffio) naar een ontwerp van Leonardo. Kenmerkend voor Leonardo is de licht gedraaide houding van de vrouw die een vluchtige blik langs de kijker werpt, en de subtiele schaduwwerking en lichtweerkaatsing in het gezicht. De stenen borstwering is een traditioneel motief uit de Vlaamse portretkunst dat via onder anderen Antonello da Messina in Noord-Italiaanse portretten werd nagevolgd.

## Herkomst
Het schilderij is waarschijnlijk gemaakt in Milaan, toen Leonardo da Vinci in dienst was van Ludovico Sforza. De vroegste vermeldingen van het werk zijn echter niet ouder dan de 17e eeuw.
In 1642 wordt het schilderij in de Trésor des Merveilles de Fontainebleau vermeld als het portret van een hertogin van Mantua door Leonardo da Vinci. Waarschijnlijk behoorde het schilderij toen al minstens een eeuw tot de Franse koninklijke collectie in Fontainebleau. Het bevond zich van 1692 tot 1784 in Versailles. Sinds de 19e eeuw bevindt het zich in het Louvre in Parijs.

## Ter vergelijking

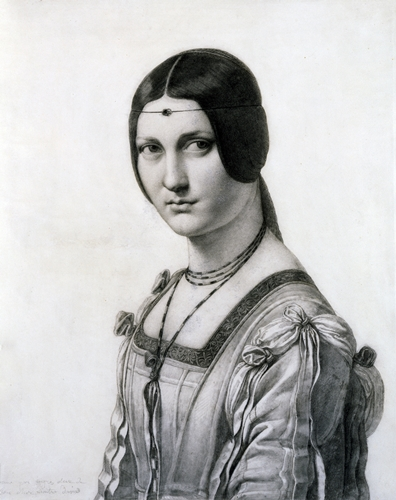
Ingres naar Leonardo da Vinci, La Belle Ferronnière, zwart krijt, ca. 1802–1806, The Barber Institute of Fine Arts, Birmingham
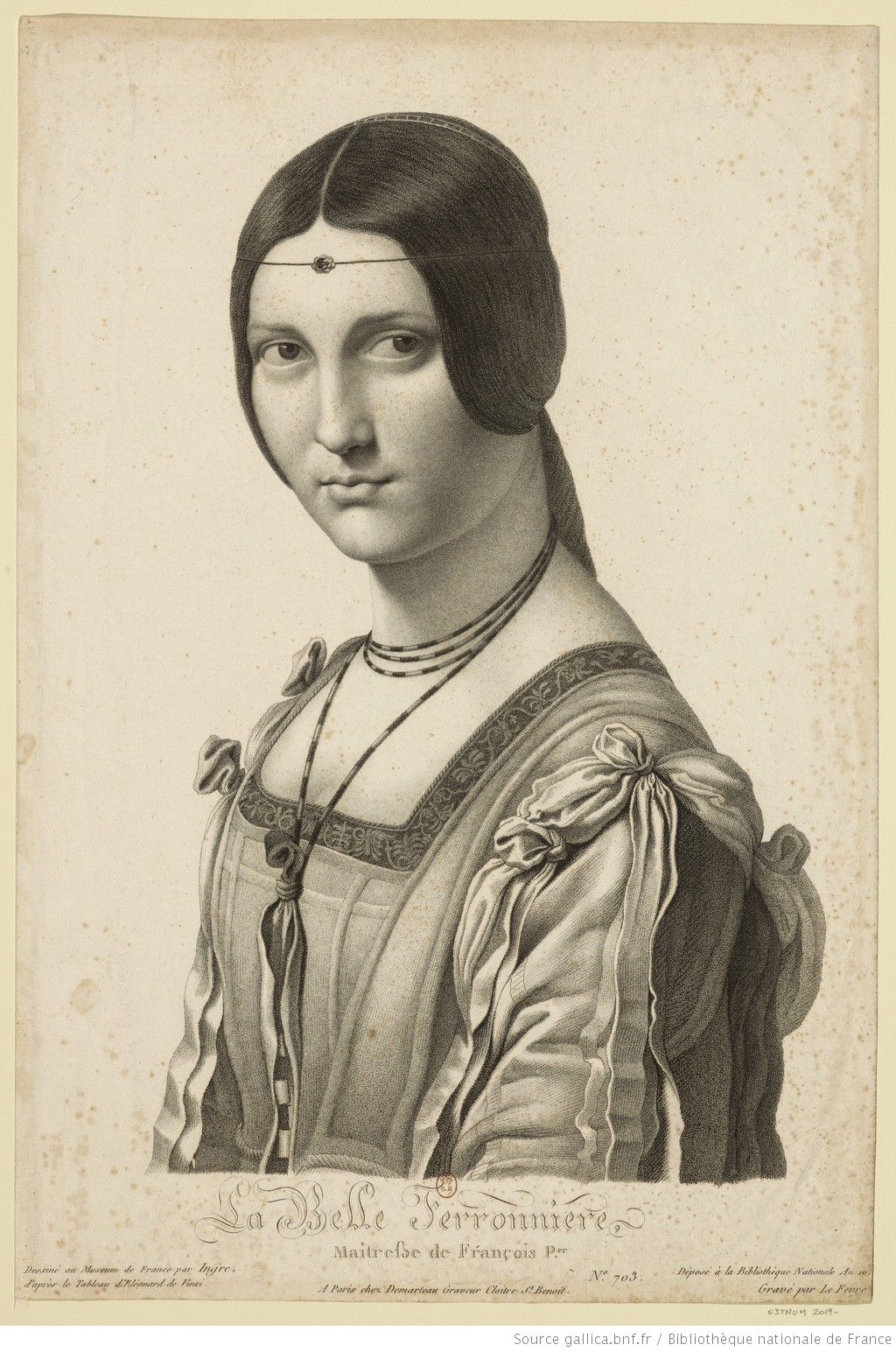
Le Fevre naar Ingres naar Leonardo da Vinci, La Belle Ferronnière, gravure, 19e eeuw
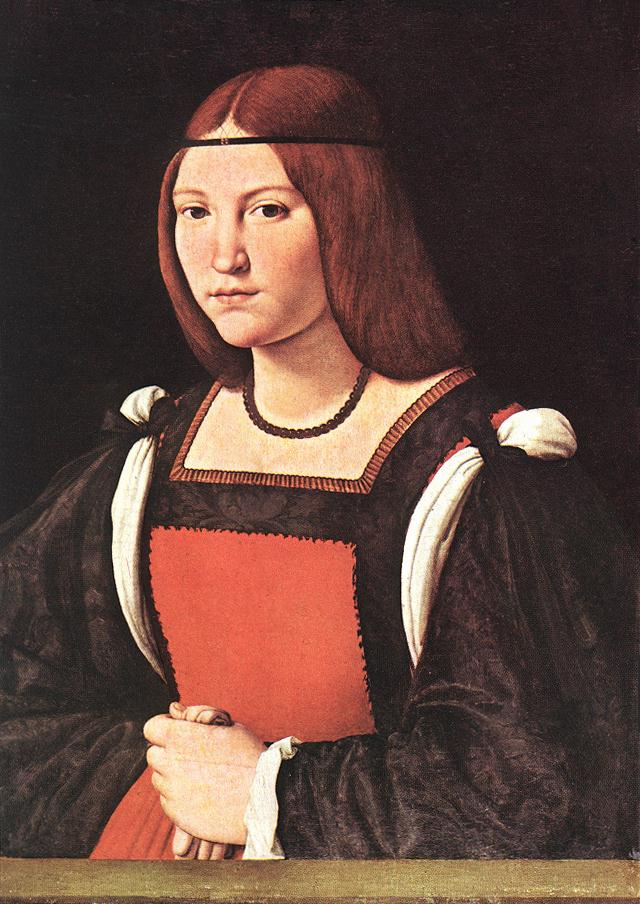
Giovanni Antonio Boltraffio, Portret van een jonge vrouw, begin 16e eeuw, Castello Sforzesco, Milaan